# Terentius Maximus
Terentius Maximus, auch bekannt als Pseudo-Nero, war angeblich ein römischer Usurpator in der Regierungszeit des Kaisers Titus um 79/80. 

## Leben
Terentius soll ein Doppelgänger Neros gewesen und ebenso wie dieser als Sänger zu Lyrabegleitung aufgetreten sein. Er sammelte in Kleinasien eine Schar von Anhängern um sich, die bei seinem Marsch in Richtung Euphrat noch erheblich anwuchs. Er wurde gezwungen, zu den Parthern zu fliehen, bei denen er sich ebenfalls als Nero ausgab und von diesen Unterstützung als Gegenleistung für die Überlassung Armeniens einforderte. Der parthische Regent Artabanos III. empfing ihn und versprach ihm Hilfe bei der „Rückkehr“ auf den römischen Thron. Der Usurpator wurde jedoch zu einem unbekannten Zeitpunkt hingerichtet, als seine wahre Identität entdeckt wurde. 
Terentius Maximus ist möglicherweise identisch mit einem weiteren Pseudo-Nero, der um 88/89 bei den Parthern auftrat und (nach seiner Entlarvung) an Domitian ausgeliefert worden sein soll.

## Rezeption
- Lion Feuchtwanger: Der falsche Nero. 1936

| Personendaten    | Personendaten                   |
| ---------------- | ------------------------------- |
| NAME             | Terentius Maximus               |
| ALTERNATIVNAMEN  | Maximus, Terentius; Pseudo-Nero |
| KURZBESCHREIBUNG | römischer Usurpator             |
| GEBURTSDATUM     | 1. Jahrhundert                  |
| STERBEDATUM      | nach 79                         |